# Alpaida latro
Alpaida latro är en spindelart som först beskrevs av Fabricius 1775.  Alpaida latro ingår i släktet Alpaida och familjen hjulspindlar. Inga underarter finns listade i Catalogue of Life.